# Johnson City (Oregon)
Pour les articles homonymes, voir Johnson et Johnson City.
Johnson City est une petite ville du comté de Clackamas situé dans le nord-ouest de l'État de l'Oregon aux États-Unis. C'est un « Trailer park » habitation provisoire ou de type mobile home qui devient définitif. Le village est composé de 634 habitants (dont 275 constructions et 169 familles).